# Vaejovis baggins
Espèce
Vaejovis baggins est une espèce de scorpions de la famille des Vaejovidae.

## Distribution
Cette espèce est endémique du Durango au Mexique. Elle se rencontre vers Durango.

## Description
Le mâle holotype mesure 20,35 mm et la femelle paratype 22,78 mm.

## Étymologie
Cette espèce est nommée en l'honneur de Bilbo Baggins.

## Publication originale
- Azzinnari, Bryson, Graham, Solís-Rojas & Sissom, 2021 : « A new Vaejovis C. L. Koch from the Sierra Madre Occidental of Durango, Mexico (Scorpiones: Vaejovidae). » Insecta Mundi, vol. 852, p. 1–12 (texte intégral).